# Charles Godefroy
Charles Godefroy (La Flèche, 29 de dezembro de 1888 — Soisy-sous-Montmorency, 11 de dezembro de 1958), foi um aviador francês.